# Gorla Minore
Gorla Minore é uma comuna italiana da região da Lombardia, província de Varese, com cerca de 7.444 habitantes. Estende-se por uma área de 7 km², tendo uma densidade populacional de 1063 hab/km². Faz fronteira com Cislago, Gorla Maggiore, Marnate, Mozzate (CO), Olgiate Olona, Rescaldina (MI), Solbiate Olona.

## Demografia
| Variação demográfica do município entre 1861 e 2011                               |
|                                                                                   |
| Fonte: Istituto Nazionale di Statistica (ISTAT) - Elaboração gráfica da Wikipedia |